# Chiloscyphus brookwoodianus
Chiloscyphus brookwoodianus là một loài rêu tản trong họ Lophocoleaceae. Loài này được (Paton & Sheahan) J.J. Engel mô tả khoa học lần đầu tiên năm 2010.